# Alty-čubové
Čujské kmeny nebo Čujští Hunové (kazašsky Alty-čub, doslovně: šest čujů, čínsky 处木昆, pchin-jinem Čchu-mu-chun, rusky Алты чуб) byli potomky Asijských Hunů čili Siung-nuů. Pocházeli z Jüe-panského knížectví. Turkický název Alty-čubové (Čujské kmeny nebo Čujští Hunové) nesou od poloviny 7. století. Čujské kmeny sídlily u povodí řeky Čuj a byly pod silným vlivem Sogdské kultury. V 5. století byli Jüe-pani poraženi Ujgury, kteří sem, po kolapsu První Ujgurské říše mezi roky 630–683, migrovali ze současného Mongolska. Do 6. století se kmeny Čujských Hunů, Avarů a Mukrínů sloučili v národ Türgešů. 

## Čujské kmeny
Souhrnný název daný čínskými historiky byl Čchu-mu-chun, zatímco ruští a západní historikové je uvádějí jako Čuban nebo Slabí Hun. Níže je zapsáno jejich pojmenování v čínské fonetice:
1. Čchu-jüe → Čolové,
2. Čchu-mi → Čumulové,
3. Čchu-mu-kun → Kimäkové,
4. Čchu-pan → Čubani či Slabí Hunové

Ze dvou částí Čujských kmenů vznikly dvě divize Čugajů.
1. Čch'-čchi → Čigilové pozůstávající z větví kmenů Čolů a Čumulů
2. Šatchuo-tchu-ťüe → Šatoové, pozůstávající z větví Čolů, Čigilů a taky Turkutů (Wej-cheové, Ťiou-singové, Se-jentaové, Chuej-chuové atd…),[2][pozn. 3]

Vládnoucí rodinou manicheiských Čigilů v Západoturkutském kaganátě byli Šatoové, jež v roce 923–936 založili stát Pozdní Tchang (5 dynastií) (Chou-Tchang) v severní Číně a přijali čínské příjmení Li. Její zakladatel, Li Kche-jung z hodností Ťie-tu-š' pocházel z pokolení Šatoovských Draků.

## Krátká historie
Po bratrovražedných bojích Turků v Západoturkutském kaganátě byla část Ašınovských knížat nucena uprchnout. V roce 640 se Ašına Miše-chán (3. vůdce Duluů) s podřízenými kmeny Čolů, Čigilů a Turkutů čili Čugajštích Turků (tj. východní Šatoové - Čugajové) vydal k východu pod ochranu Tchangské říše, načež se ocitl v postavení podřízeného. Hlavní část tureckých Čolů a Čumulů čili Čigilů (tj. západní Šatoové-Čugajové), která nešla s Ašına Miše-chánem, zůstala ve svých původních místech u řeky Kunges ve Východním Turkestánu (Sin-ťiang). Po Su Ting-fangovém vniknutí na území Západoturkutského kaganátu přes jeho východní hranici v letech 657–664 nastala následná anexe, jejímž důsledkem bylo opětovné sjednocení tureckých kmenů, tentokrát ale pod nadvládou čínských Tchangů.